# Windsurf World Cup 2006
Der Windsurf World Cup 2006 begann mit dem Indoor World Cup im Exhibition Centre London (Großbritannien) am 10. Januar 2006 und endete mit dem Aloha Classic auf Maui (USA) am 17. November 2006.

## World-Cup-Wertungen

### Wave
| Rang | Name                   | Land                   | Punkte |
| ---- | ---------------------- | ---------------------- | ------ |
| 01   | Kevin Pritchard        | Vereinigte Staaten     | 6168   |
| 02   | Josh Angulo            | Kap Verde              | 6053   |
| 03   | Kauli Seadi            | Brasilien              | 5855   |
| 04   | Nik Baker              | Vereinigtes Königreich | 5756   |
| 05   | Víctor Fernández López | Spanien                | 5723   |
| 06   | Scott McKercher        | Australien             | 5394   |
| 07   | Matt Pritchard         | Vereinigte Staaten     | 5113   |
| 08   | Vidar Jensen           | Norwegen               | 5047   |
| 09   | Ross Williams          | Vereinigtes Königreich | 4932   |
| 10   | Marcilio Browne        | Brasilien              | 4767   |

| Rang | Name                 | Land        | Punkte |
| ---- | -------------------- | ----------- | ------ |
| 01   | Iballa Ruano Moreno  | Spanien     | 6201   |
| 02   | Karin Jaggi          | Schweiz     | 6168   |
| 03   | Daida Ruano Moreno   | Spanien     | 6068   |
| 04   | Junko Nagoshi        | Japan       | 5921   |
| 05   | Anne-Marie Reichmann | Niederlande | 5757   |
| 06   | Nayra Alonso         | Spanien     | 5542   |
| 07   | Silvia Alba Orozco   | Spanien     | 5493   |
| 08   | Ulrike Hölzl         | Österreich  | 5311   |
| 09   | Anna Blanch          | Spanien     | 4965   |
| 10   | Waka Nishida         | Japan       | 4800   |

### Freestyle
| Rang | Name             | Land       | Punkte |
| ---- | ---------------- | ---------- | ------ |
| 01   | Gollito Estredo  | Venezuela  | 2100   |
| 02   | Elton Frans      | Bonaire    | 2067   |
| 03   | Antxon Otaegui   | Spanien    | 2034   |
| 04   | Kiri Thode       | Bonaire    | 2001   |
| 05   | Everon Frans     | Bonaire    | 1968   |
| 06   | Ricardo Campello | Venezuela  | 1935   |
| 07   | Marcilio Browne  | Brasilien  | 1886   |
| 07   | Thomas Traversa  | Frankreich | 1886   |
| 09   | Leo Ray          | Frankreich | 1836   |
| 10   | Douglas Diaz     | Venezuela  | 1803   |

| Rang | Name                      | Land         | Punkte |
| ---- | ------------------------- | ------------ | ------ |
| 01   | Daida Ruano Moreno        | Spanien      | 4167   |
| 02   | Sarah-Quita Offringa      | Aruba        | 4068   |
| 03   | Laure Treboux             | Schweiz      | 4068   |
| 04   | Iballa Ruano Moreno       | Spanien      | 3953   |
| 05   | Silvia Alba Orozco        | Spanien      | 3936   |
| 06   | Yolanda Freites de Brendt | Venezuela    | 3771   |
| 06   | Junko Nagoshi             | Japan        | 3771   |
| 08   | Nayra Alonso              | Spanien      | 3722   |
| 09   | Evi Tsape                 | Griechenland | 3656   |
| 10   | Nina Tjernberg            | Schweden     | 3590   |

### Slalom
| Rang | Name              | Land                         | Punkte |
| ---- | ----------------- | ---------------------------- | ------ |
| 01   | Antoine Albeau    | Frankreich                   | 6267   |
| 02   | Micah Buzianis    | Vereinigte Staaten           | 6135   |
| 03   | Kevin Pritchard   | Vereinigte Staaten           | 6069   |
| 04   | Finian Maynard    | Britische Jungferninseln     | 6036   |
| 05   | Bjørn Dunkerbeck  | Spanien                      | 5904   |
| 06   | Cyril Moussilmani | Frankreich                   | 5805   |
| 07   | Jimmy Diaz        | Amerikanische Jungferninseln | 5739   |
| 08   | Ross Williams     | Vereinigtes Königreich       | 5673   |
| 09   | Steve Allen       | Australien                   | 5640   |
| 10   | Pieter Bijl       | Niederlande                  | 5541   |

| Rang | Name              | Land                   | Punkte |
| ---- | ----------------- | ---------------------- | ------ |
| 01   | Karin Jaggi       | Schweiz                | 4167   |
| 02   | Verena Fauster    | Italien                | 4101   |
| 03   | Allison Shreeve   | Australien             | 4068   |
| 04   | Sarah Hebert      | Neukaledonien          | 3969   |
| 05   | Amy Carter        | Vereinigtes Königreich | 3705   |
| 06   | Valérie Ghibaudo  | Frankreich             | 2067   |
| 07   | Christine Johnson | Vereinigtes Königreich | 1968   |
| 08   | Maria Andrés      | Spanien                | 1935   |
| 08   | Çağla Kubat       | Türkei                 | 1935   |
| 10   | Lena Erdil        | Türkei                 | 1902   |
| 10   | Marion Raïsi      | Frankreich             | 1902   |

### Super-X
| Rang | Name              | Land                   | Punkte |
| ---- | ----------------- | ---------------------- | ------ |
| 01   | Antoine Albeau    | Frankreich             | 4167   |
| 02   | Kevin Pritchard   | Vereinigte Staaten     | 4134   |
| 03   | Matt Pritchard    | Vereinigte Staaten     | 4101   |
| 04   | Nik Baker         | Vereinigtes Königreich | 4002   |
| 05   | Peter Volwater    | Niederlande            | 3903   |
| 06   | Elton Frans       | Bonaire                | 3771   |
| 07   | Cyril Moussilmani | Frankreich             | 3738   |
| 08   | Ross Williams     | Vereinigtes Königreich | 5673   |
| 09   | Nicolas Reynes    | Frankreich             | 3540   |
| 09   | Robby Swift       | Vereinigtes Königreich | 3540   |

| Rang | Name               | Land         | Punkte |
| ---- | ------------------ | ------------ | ------ |
| 01   | Daida Ruano Moreno | Spanien      | 2100   |
| 02   | Karin Jaggi        | Schweiz      | 2067   |
| 03   | Daida Ruano Moreno | Spanien      | 2034   |
| 04   | Junko Nagoshi      | Japan        | 2001   |
| 05   | Astrid Muldoon     | Frankreich   | 1968   |
| 06   | Nayra Alonso       | Spanien      | 1935   |
| 07   | Silvia Alba Orozco | Spanien      | 1902   |
| 08   | Ruth Elliot        | Spanien      | 1869   |
| 09   | Evi Tsape          | Griechenland | 1836   |

## Podestplatzierungen Männer

### Wave
| Datum               | Ort            | 1. Platz                      | 2. Platz                      | 3. Platz                      |
| ------------------- | -------------- | ----------------------------- | ----------------------------- | ----------------------------- |
| 01.02. – 07.02.2006 | Haifa *        | Ben van der Steen             | Cyril Moussilmani             | Eyal Shelef                   |
| 06.06. – 11.06.2006 | Cascais        | Kevin Pritchard               | Josh Angulo                   | Kauli Seadi                   |
| 07.07. – 17.07.2006 | Pozo Izquierdo | Víctor Fernández López        | Kevin Pritchard               | Kauli Seadi                   |
| 21.09. – 01.10.2006 | Sylt           | Wegen zu wenig Wind abgesagt. | Wegen zu wenig Wind abgesagt. | Wegen zu wenig Wind abgesagt. |
| 06.11. – 17.11.2006 | Maui           | Josh Angulo                   | Jason Polakow                 | Kevin Pritchard               |

### Freestyle
| Datum               | Ort         | 1. Platz                      | 2. Platz                      | 3. Platz                      |
| ------------------- | ----------- | ----------------------------- | ----------------------------- | ----------------------------- |
| 29.04. – 06.05.2006 | Podersdorf  | Wegen zu wenig Wind abgesagt. | Wegen zu wenig Wind abgesagt. | Wegen zu wenig Wind abgesagt. |
| 21.07. – 31.07.2006 | Costa Calma | Gollito Estredo               | Elton Frans                   | Antxon Otaegui                |
| 21.09. – 01.10.2006 | Sylt        | Wegen zu wenig Wind abgesagt. | Wegen zu wenig Wind abgesagt. | Wegen zu wenig Wind abgesagt. |

### Slalom
| Datum               | Ort            | 1. Platz       | 2. Platz         | 3. Platz        |
| ------------------- | -------------- | -------------- | ---------------- | --------------- |
| 07.07. – 17.07.2006 | Pozo Izquierdo | Antoine Albeau | Bjørn Dunkerbeck | Kevin Pritchard |
| 21.07. – 31.07.2006 | Costa Calma    | Antoine Albeau | Finian Maynard   | Micah Buzianis  |
| 31.07. – 05.08.2006 | Alaçatı        | Finian Maynard | Antoine Albeau   | Kevin Pritchard |
| 21.09. – 01.10.2006 | Sylt           | Micah Buzianis | Antoine Albeau   | Arnon Dagan     |

### Super-X
| Datum               | Ort                | 1. Platz        | 2. Platz       | 3. Platz        |
| ------------------- | ------------------ | --------------- | -------------- | --------------- |
| 13.06. – 18.06.2006 | Sant Pere Pescador | Kevin Pritchard | Antoine Albeau | Matt Pritchard  |
| 26.06. – 02.07.2006 | Costa Teguise      | Antoine Albeau  | Matt Pritchard | Kevin Pritchard |

### Indoor
| Datum                   | Ort    | 1. Platz         | 2. Platz       | 3. Platz           |
| ----------------------- | ------ | ---------------- | -------------- | ------------------ |
| 10.01.2006 – 15.01.2006 | London | Ricardo Campello | Nik Baker      | Gollito Estredo    |
| 01.02.2006 – 02.02.2006 | Gent   | Kauli Seadi      | Kevin Mevissen | Nicolas Akgazciyan |

## Podestplatzierungen Frauen

### Wave
| Datum               | Ort            | 1. Platz                      | 2. Platz                      | 3. Platz                      |
| ------------------- | -------------- | ----------------------------- | ----------------------------- | ----------------------------- |
| 06.06. – 11.06.2006 | Cascais        | Daida Ruano Moreno            | Karin Jaggi                   | Iballa Ruano Moreno           |
| 07.07. – 17.07.2006 | Pozo Izquierdo | Daida Ruano Moreno            | Karin Jaggi                   | Iballa Ruano Moreno           |
| 21.09. – 01.10.2006 | Sylt           | Wegen zu wenig Wind abgesagt. | Wegen zu wenig Wind abgesagt. | Wegen zu wenig Wind abgesagt. |
| 06.11. – 17.11.2006 | Maui           | Iballa Ruano Moreno           | Karin Jaggi                   | Junko Nagoshi                 |

### Freestyle
| Datum               | Ort            | 1. Platz             | 2. Platz           | 3. Platz      |
| ------------------- | -------------- | -------------------- | ------------------ | ------------- |
| 07.07. – 17.07.2006 | Pozo Izquierdo | Daida Ruano Moreno   | Karin Jaggi        | Laure Treboux |
| 21.07. – 31.07.2006 | Costa Calma    | Sarah-Quita Offringa | Daida Ruano Moreno | Laure Treboux |

### Slalom
| Datum               | Ort         | 1. Platz       | 2. Platz         | 3. Platz        |
| ------------------- | ----------- | -------------- | ---------------- | --------------- |
| 21.07. – 31.07.2006 | Costa Calma | Karin Jaggi    | Valérie Ghibaudo | Allison Shreeve |
| 31.07. – 05.08.2006 | Alaçatı     | Verena Fauster | Karin Jaggi      | Allison Shreeve |

### Super-X
| Datum               | Ort           | 1. Platz           | 2. Platz    | 3. Platz            |
| ------------------- | ------------- | ------------------ | ----------- | ------------------- |
| 26.06. – 02.07.2006 | Costa Teguise | Daida Ruano Moreno | Karin Jaggi | Iballa Ruano Moreno |

### Indoor
| Datum               | Ort    | 1. Platz           | 2. Platz            | 3. Platz           |
| ------------------- | ------ | ------------------ | ------------------- | ------------------ |
| 10.01. – 15.01.2006 | London | Daida Ruano Moreno | Iballa Ruano Moreno | Nayra Alonso       |
| 01.02. – 02.02.2006 | Gent   | Karin Jaggi        | Iballa Ruano Moreno | Silvia Alba Orozco |

## Konstrukteurscup
| Rang | Firma        | Punkte |
| ---- | ------------ | ------ |
| 01   | Starboard    | 67     |
| 02   | F2           | 33     |
| 03   | Mistral      | 30     |
| 04   | Fanatic      | 19     |
| 05   | JP Australia | 17,5   |

| Rang | Firma       | Punkte |
| ---- | ----------- | ------ |
| 01   | North Sails | 67     |
| 02   | NeilPryde   | 44     |
| 03   | Maui Sails  | 38     |
| 04   | Gaastra     | 18,5   |
| 05   | Naish       | 10,5   |

| Rang | Firma       | Punkte |
| ---- | ----------- | ------ |
| 01   | North Sails | 67     |
| 02   | NeilPryde   | 44     |
| 03   | Maui Sails  | 38     |
| 04   | Gaastra     | 18,5   |
| 05   | Naish       | 10,5   |